# Vejtromle
En vejtromle er et køretøj med to eller tre aksler der bruges til at tromle asfalt eller andre vejmaterialer sammen så de ligger stabilt. I maskinens barndom var der tale om store dampdrevne kolosser (se damptromle), men nu til dags har man samme effekt med langt mindre maskiner, bl.a. ved hjælp af vibrator-aksler og anden teknik.
Langt de fleste vejtromler har to stålvalser der gør det ud for hjul. Enkelte har gummihjul på den ene aksel eller på begge aksler.
Jf. dansk lovgivning må vejtromler ikke køre mere end 15 km/t, når de har "faste hjul eller valser".

## Eksempler på producenter
- Hamm
- Bomag
- Dynapac
- JCB (Har overtaget Vibromax pr. september 2005)

- Wikimedia Commons har flere filer relateret til Vejtromle

| Maskiner | Spire Denne artikel om maskiner, maskindele og apparater er en spire som bør udbygges. Du er velkommen til at hjælpe Wikipedia ved at udvide den. |